# آنول سبز هیسپانیولا
آنول سبز هیسپانیولا (نام علمی: Anolis chlorocyanus) نام یک گونه از سرده آنول است.